# Brebenei, Gorj
Brebenei este un sat în comuna Brănești din județul Gorj, Oltenia, România. Își trage denumirea de la brebii care au populat în trecut zona.
 Acest articol despre o localitate din județul Gorj este deocamdată un ciot. Puteți ajuta Wikipedia prin completarea lui.